# Scaramouche (1923)
Scaramouche is een Amerikaanse dramafilm uit 1923 onder regie van Rex Ingram. Het scenario is gebaseerd op de gelijknamige roman uit 1921 van de Brits-Italiaanse auteur Rafael Sabatini.

## Verhaal
Aan de vooravond van de Franse Revolutie wordt de vriend van André-Louis Moreau bij een duel gedood door een edelman. Hij wil genoegdoening voor de moord en sluit zich aan bij een rondtrekkend toneelgezelschap.

## Rolverdeling
| Acteur                 | Personage              |
| ---------------------- | ---------------------- |
| Lloyd Ingraham         | Quintin de Kercadiou   |
| Alice Terry            | Aline de Kercadiou     |
| Ramón Novarro          | André-Louis Moreau     |
| Lewis Stone            | Markies de Tour d'Azyr |
| Virginia Swayne Gordon | Gravin de Plougastel   |
| William Humphrey       | Ridder de Chabrillane  |
| Otto Matieson          | Philippe de Vilmorin   |
| George Siegmann        | Danton                 |
| Bowditch M. Turner     | Chapelier              |
| James A. Marcus        | Challefou Binet        |
| Edith Allen            | Climène Binet          |
| John George            | Polichinelle           |
| Willard Lee Hall       | Luitenant des Konings  |
| Rose Dione             | La Révolte             |